# Zsuzsanna Jakabos
Zsuzsanna "Zsu" Jakabos (ur. 3 kwietnia 1989 w Peczu) – węgierska pływaczka specjalizująca się w stylu zmiennym, dwukrotna złota medalistka mistrzostw Europy (basen 25 m).

## Kariera sportowa
Jej największym dotychczasowym sukcesem jest złoty medal mistrzostw Europy na krótkim basenie w Eindhoven w 2010 roku na dystansie 200 m stylem motylkowym i 400 m stylem zmiennym.
Uczestniczka igrzysk olimpijskich w Atenach (2004), Pekinie (2008) i w Londynie (2012).

## Odznaczenia
- Brązowy Krzyż Zasługi Republiki Węgierskiej (cywilny) – 2008[2]